# La Maison de la mort certaine
La Maison de la mort certaine est un roman de l'écrivain égyptien francophone Albert Cossery paru en 1944 aux éditions Masses au Caire puis en 1947 aux éditions Charlot à Alger.

## Historique du roman
Publié en 1944 au Caire par Georges Henein et son épouse Boula, des amis d'Albert Cossery qui fondent à cette occasion une petite maison d'éditions cairote – les éditions Masses –, le roman parvient jusqu'à Albert Camus qui le recommande à Edmond Charlot, éditeur à Alger, afin de le faire connaître auprès du public français. Après une première publication en feuilleton dans Les Lettres françaises, le roman est publié en 1947 par les éditions Charlot, ce qui lancera la carrière de l'écrivain en France où il viendra s'installer à Paris à la même époque pour ne plus en repartir jusqu'à sa mort,.

## Résumé
Dans la venelle des Sept-Filles située dans l'un des quartiers les plus miséreux du Caire, l'immeuble insalubre de Si Khalil, un propriétaire peu scrupuleux, menace de s'effondrer. À chaque étage, de la cour à la terrasse, différentes familles cohabitent dans ce taudis mais mènent malgré tout une vie heureuse où fatalisme, dérision, et humour se jouent des difficultés et des puissants. Pour tenter d'obtenir gain de cause et forcer le propriétaire à agir, ils décident d'écrire au gouvernement.

## Éditions et traductions
- Éditions Masses, Le Caire, 1944.
- Éditions Charlot, Alger, 1947.
- Éditions Robert-Laffont, 1964.
- Éditions Le Terrain vague, 1990  (ISBN 978-2-85-208122-2).
- Éditions Joëlle Losfeld, coll. « Arcanes », 1994  (ISBN 978-2-90-990618-8), rééd. 1999 et 2013  (ISBN 978-2-84-412032-8).
- Œuvres complètes I, éditions Joëlle Losfeld, 2005,  (ISBN 978-2-07-078990-0).
- (en) The House of Certain Death, trad. Stuart B. Kaiser, New Directions Publishing, 1949.
- (pt) A Casa da Morte Certa, éd. Antígona, 2001.